# Melanagromyza superciliata
Melanagromyza superciliata är en tvåvingeart som beskrevs av Spencer 1962. Melanagromyza superciliata ingår i släktet Melanagromyza och familjen minerarflugor.
Artens utbredningsområde är Myanmar. Inga underarter finns listade i Catalogue of Life.